# Stéphane Roy (musicien)
Pour les articles homonymes, voir Stéphane Roy et Roy.
Stéphane Roy (né en 1959 à Saint-Jean-sur-Richelieu, Québec, Canada) est un compositeur de musique électroacoustique résidant à Brossard, Québec, Canada.

## Éléments biographiques
Stéphane Roy est compositeur en art acousmatique. Il emploie une démarche plasticienne qui lui permet d’extraire après une longue exploration du matériau sonore des propriétés expressives qui se matérialisent dans ses œuvres récentes par une écriture du tragique, et parfois de la démesure, ainsi qu’une tension dramatique soutenue.
Stéphane Roy est aussi musicologue, il est l’auteur de plusieurs articles et de l'ouvrage intitulé  L’analyse des musiques électroacoustiques : Modèles et propositions (L'Harmattan, Paris, 2003) qui lui a valu en 2005 le Prix Opus du Livre de l’année du Conseil québécois de la musique. En 2021, c’est son dernier disque, L’inaudible, qui a obtenu le Prix Opus 2019-2020 dans la catégorie Album de l’année – Musique actuelle, électroacoustique. Stéphane Roy a par ailleurs remporté des prix et des mentions lors de concours de composition électroacoustique nationaux et internationaux. Ses œuvres ont été présentées à plusieurs reprises tant en Europe que dans les Amériques. Ces dernières années, il a participé à divers festivals internationaux où il a procédé à la création européenne de ses dernières œuvres. Il a également créé quelques-unes de ses œuvres lors de concerts donnés au Conservatoire de musique de Montréal.
Titulaire d’un doctorat en composition électroacoustique de l'Université de Montréal sous la direction de Francis Dhomont et de Jean-Jacques Nattiez et d’un Ph.D. en musicologie de l'Université de Montréal,  sous la direction de Jean-Jacques Nattiez, il a enseigné à l'Université de Montréal, à l’Université Queen’s (Ontario) et dans des conservatoires de musique, tant au Québec (Conservatoire de musique de Montréal) qu’à l’étranger. Il prononce de temps à autre des conférences sur son œuvre.
Stéphane Roy est compositeur agréé au Centre de musique canadienne (CMC), et ses œuvres ont été éditées sous diverses étiquettes, notamment empreintes DIGITALes (Kaleidos, 1996; Migrations, 2003; L’inaudible, 2019).

## Discographie
- L'inaudible[2] (empreintes DIGITALes, IMED 19162, 2019)
- Migrations[3] (empreintes DIGITALes, IMED 0373, 2003)
- Kaleidos[4] (empreintes DIGITALes, IMED 9630, 1996)

## Liste d'œuvres
- Après, les cendres (2023)
- Avec le temps... (2022)
- Bestiaire à hauteur d'oreille (2022), Table de Babel et bande
- Les aurores pourpres (2017-19)
- Les territoires secrets (2008, 19)
- Maelström (2014-16)
- Voies crépusculaires (2013-14)
- Appartenances (2003)
- La basilique fantôme (1998, 2000), guitare et bande
- Crystal Music (1994)
- Inaccessible azur (1997), quatuor instrumental et bande
- Masques et parades (2000-03)
- Mimetismo (1992), guitare et bande
- Ondes / Arborescences (1987)
- Paysages intérieurs (1988)
- Récit pour cordes (1998)
- Résonances d'arabesques (1990)
- Trois petites histoires concrètes (1998)
- Une âme nue glisse à l'eau vive (2005), film: Denis Chabot / 2005 / 35 mm / couleur / animation / 15 min 55 s / sans dialogue